# 卢东
卢东（法語：L'Oudon，法語發音：[ludɔ̃] ⓘ）是法国卡尔瓦多斯省的一个旧市镇，属于利雪区。2017年，卢东与临近的12个市镇合并为新市镇欧日地区圣皮埃尔。

## 地理
卢东（48°58'4"N, 0°4'28"E）面积54.84 平方千米，位于法国诺曼底大区卡爾瓦多斯省，该省份为法国西北部沿海省份，北濒大西洋英吉利海峡，东北与滨海塞纳省以海上边界相接，东临厄尔省，南至奧恩省，西与芒什省接壤。
与卢东接壤的市镇（或旧市镇、城区）包括：莱索泰勒-圣巴齐勒、库尔西、厄尔特旺、耶维尔、米图瓦、蒙维耶特、欧日地区莱穆捷、欧日地区诺雷、欧日地区圣乔治、迪沃河畔圣皮埃尔、托尔蒂桑贝尔、沃德洛日、旺德夫尔、勒勒努阿尔、圣热尔韦德萨布隆。
卢东的时区为UTC+01:00、UTC+02:00（夏令时）。

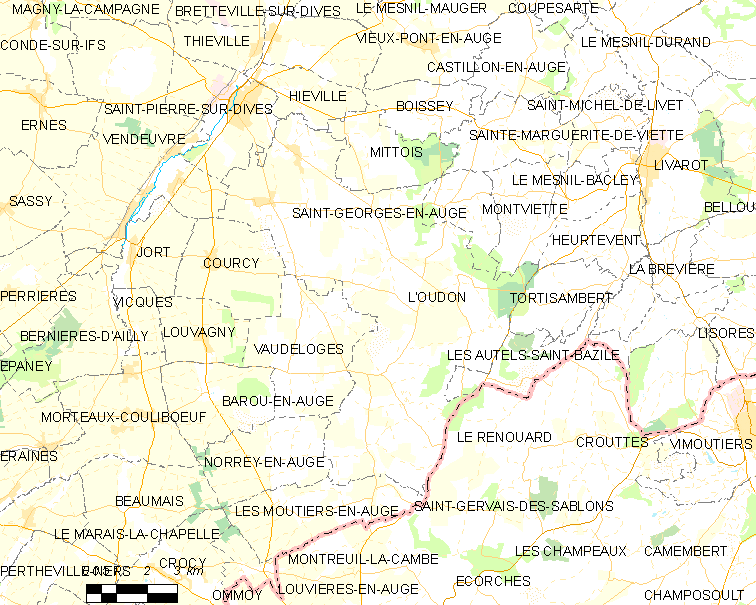
卢东的OSM定位图

## 行政
卢东的邮政编码为14170，INSEE市镇编码为14472。

## 政治
卢东所属的省级选区为利瓦罗派多日县。

## 人口

1962-2008年间卢东人口变化图示

卢东于2018年1月1日时的人口数量为1550人。